# Joseph Sargent
Joseph Sargent (eigentlich Giuseppe Danielle Sorgente; * 22. Juli 1925 in Jersey City, New Jersey; † 22. Dezember 2014 in Malibu, Kalifornien) war ein US-amerikanischer Filmregisseur, Filmproduzent und Schauspieler.

## Leben
Sargent begann seine Karriere Anfang der 1950er Jahre als Schauspieler. Er spielte hauptsächlich Gastrollen in Fernsehserien und kleine, teilweise im Abspann nicht genannte Nebenrollen in Spielfilmen wie Verdammt in alle Ewigkeit und Tobruk. Seine Karriere als Regisseur begann in den 1960er Jahren, als er Episoden so erfolgreicher Formate wie Lassie, Rauchende Colts und Auf der Flucht inszenierte. Er drehte unter anderem auch Episode 10 der Serie Raumschiff Enterprise, mit dem Titel Pokerspiele. Sein Spielfilmdebüt als Regisseur hatte er 1966 mit Ein Spion zuviel, einer Kinoadaption der Serie Solo für O.N.C.E.L. Zu seinen bekanntesten Filmen zählt Stoppt die Todesfahrt der U-Bahn 123 von 1974, der 2009 von Tony Scott unter dem Titel Die Entführung der U-Bahn Pelham 123 neu verfilmt wurde. Seine Fortsetzung von Steven Spielbergs Der weiße Hai im Jahr 1987 geriet zum Flop und sowohl der Film wie auch sein Regisseur waren 1988 für die Goldene Himbeere nominiert.
Sargent war seit 1970 in zweiter Ehe mit der Schauspielerin Carolyn Nelson verheiratet. Aus seiner ersten Ehe mit Mary Carver ging die Tochter Lia Sargent hervor.

## Filmografie (Auswahl)
- 1969: Colossus (Colossus: The Forbin Project)
- 1973: Der Tiger hetzt die Meute (White Lightning)
- 1974: Stoppt die Todesfahrt der U-Bahn 123 (The Taking of Pelham One Two Three)
- 1975: Die Nacht, als die Marsmenschen Amerika angriffen (The Night That Panicked America, Fernsehfilm)
- 1977: MacArthur – Held des Pazifik (MacArthur)
- 1980: Von Küste zu Küste (Coast to Coast)
- 1980: Spiel um Zeit (Playing for Time)
- 1985: Space – Der Mensch greift nach den Sternen (Space / James A. Michener’s Space, Miniserie)
- 1987: Der weiße Hai – Die Abrechnung (Jaws: The Revenge)
- 1989: Die Bombe (Day One, Fernsehfilm)
- 1990: Abschied und Hoffnung (The Love She Sought)
- 1990: Safari des Todes – Die Jagd nach dem weißen Gold (The Last Elephant)
- 1994: Die Bibel – Abraham (Abraham)
- 1998: Schuld und Sühne (Crime and Punishment)
- 2001: Bojangles
- 2003: Auschwitz – Out of the Ashes (Out of the Ashes)
- 2004: Ein Werk Gottes (Something the Lord Made)
- 2006: Heilende Quellen (Warm Springs)

## Auszeichnungen (Auswahl)
- 1971: Emmy-Nominierung für Tribes
- 1973: Emmy für Kojak
- 1980: Emmy-Nominierung für Amber Waves
- 1984: Goldener Rabe für Alpträume
- 1986: Emmy-Nominierung für Hallmark Hall of Fame
- 1988: Goldene-Himbeere-Nominierung für Der weiße Hai – Die Abrechnung
- 1990: Emmy für Hallmark Hall of Fame
- 1992: Emmy für Miss Rose White
- 1997: CableACE-Award-Nominierung für Mandela und De Klerk – Zeitenwende
- 1999: Emmy-Nominierung für A Lesson Before Dying
- 2004: Emmy-Nominierung für Something the Lord Made
- 2005: Emmy-Nominierung für Heilende Quellen